# Charles Howe
Charles Howe (1661-1742) est un écrivain anglais et courtisan pendant les règnes de Charles II et Jacques II.

## Biographie
Il est né dans le Gloucestershire, le troisième fils de John Grobham Howe de Langar, Nottinghamshire. Dans sa jeunesse, il a passé beaucoup de temps à la cour de Charles II. Vers 1686, il se rend à l'étranger avec un parent qui a été nommé ambassadeur par Jacques II, mais aurait refusé d'accepter le poste de façon permanente. De retour en Angleterre, il épouse Elianor, fille unique et héritière de Sir William Pargiter, de Greatworth, Northamptonshire, et veuve de Sir Henry Dering. Elle est décédée le 25 juillet 1696 et est enterrée dans l'église de Greatworth, où subsiste une inscription, composée par son mari. Après la mort de sa femme en 1696, Howe a vécu dans l'isolement à la campagne, se consacrant principalement à la méditation religieuse.
Il meurt le 17 février 1742 et est enterré avec sa femme et ses enfants à Greatworth Church. Un monument a été érigé à sa mémoire par sa petite-fille, Leonora Bathurst.

## Travaux
- Devout Meditations, ou, A Collection of Thoughts on Religious and Philosophical Subjects a été publié en 1751, neuf ans après la mort de Howe . Cet ouvrage a été écrit pour son propre usage et a été publié pour la première fois, à titre posthume, comme « par une personne d 'honneur », en 1751, avec les éloges d'Edward Young. Le nom de l'auteur a été préfixé à la deuxième édition, 1752[1]. Le travail a été inclus dans la bibliothèque chrétienne de John Wesley, 1819-1827, vol. xxvi., et dans Piety sans ascétisme de John Jebb, 1837, pp. 255–404.

## Famille
Il est le frère de Scrope Howe (1er vicomte Howe), de John Grubham Howe et d'Emanuel Scrope Howe.
Il a trois fils et trois filles, tous, à l'exception de Leonora Maria, qui est devenue l'épouse de Peter Bathurst de Clarendon Park, Wiltshire, sont morts avant lui.